# Вилхелм I фон Юлих
Вилхелм фон Юлих (на немски: Wilhelm von Jülich, * 1299, † 26 февруари 1361) е от 1328 г. като Вилхелм V граф на Юлих, от 1336 г. маркграф и от 1356 г. херцог като Вилхелм I, от 1299 до 1361 г. граф (ърл) на Кеймбридж.

## Биография
Син е на граф Герхард V (1250 – 1328) фон Юлих и Елизабет от Брабант-Арсхот († 1350), дъщеря на граф Готфрид.
Той наследява баща си през 1328 г. като граф на Юлих. Брат му Валрам фон Юлих става през 1332 г. архиепископ на Кьолн. През следващите години те поддържат император Лудвиг IV, който издига Вилхелм през 1336 г. на маркграф и имперски княз. През 1340 г. той е направен от крал Едуард III от Англия на ърл на Кеймбридж. 
По време на въстание на юлихските рицари Вилхелм е пленен през 1349 и освободен през 1351 г. През 1356 г. той е издигнат на херцог. След смъртта му през 1361 г., Херцогство Юлих отива на втория му син Вилхелм II. Вилхелм е погребан, както умрялата му съпруга през 1374 г., в Нидеген.

## Фамилия
Вилхелм се жени през 1324 г. за Йохана (1315 – 1374), дъщеря на граф Вилхелм III от Холандия и Йоханна от Валоа, която е сестра на френския крал Филип VI. Съпругата му е сестра на Маргарета I Холандска, която се омъжва през 1324 г. за император Лудвиг IV Баварски, и на Филипа д'Авен, която се омъжва през 1328 г. за крал Едуард III от Англия. Те имат шест деца:
- Рихарда (1314 – 1360), ∞ 1354 г. граф Енгелберт III фон Марк (1330 – 1391)
- Герхард VI († 1360), граф на Берг, ∞ Маргарета от Равенсберг (ок. 1320 – 1389)
- Филипа († 1390), ∞ 1357 Готфрид II фон Лоон-Хайнсберг III († 1395), граф на Лоон, господар на Хайнсберг
- Йохана († 1367), ∞ 1352 г. граф Вилхелм фон Изенбург-Вид († 1383)
- Вилхелм II (1325 – 1393), херцог на Юлих, ∞ 1362 г. Мария от Гелдерн (ок. 1328 – 1397)
- Изабела († 1411), ∞ Джон Плантагенет, 3 граф на Кент (1330 – 1352)